# The Doomed
«The Doomed» es una canción escrita y grabada por la banda estodunidense de rock A Perfect Circle de su cuarto álbum de estudio, Eat the Elephant (2018) siendo esto su primer sencillo.
La canción es la primera en cuatro años, desde "By and Down" en 2013, de su álbum de grandes éxitos Three Sixty.
Alcanzó el puesto número 16 en la lista Billboard US Mainstream Rock Songs a partir de noviembre de 2017.

## Antecedentes
La canción fue objeto de burla por primera vez el 13 de octubre de 2017, a través de un breve video de 15 segundos, sin sonido, publicado en las redes sociales de la banda, que no decía nada más que "A Perfect Circle - The Doomed". La ambigüedad de la provocación llevó a mucha especulación entre los periodistas de música, sobre si se trataba de un título de la canción, título del álbum, o algo completamente diferente. El lunes 16 de octubre, la banda reveló una canción, y la banda la lanzó como sencillo. La canción fue lanzada justo antes de que la banda comenzara su segunda etapa de su gira por América del Norte, que está programada para lanzarse desde octubre hasta diciembre de 2017.
Está previsto que esté en el cuarto álbum de estudio de la banda, programado para estrenarse en 2018. 

## Temas y composición
Las letras de la canción trata temas como desigualdad de riqueza y desigualdad de clase. Específicamente, los periodistas interpretaron las letras para ser que atacan el ideal conservador que la sociedad no es responsable para el bien siendo del menos afortunado. Las letras de la canción, escritos por banda frontman Maynard James Keenan, transportó el mensaje a través de líneas como "Qué hay de los piadosos, los puros de corazón? Todos condenados A la liberación del solo, Keenan dijo de la canción:Sea también interpretado para ser una declaración contra cristianismo moderno, un tema Keenan frecuentemente ha dirigido en su trabajo, con AZ  Central comparándolo a un "Sermón nihilista en el Monte". La canción ha sido descrita como ominoso, agresivo, apocalíptico e intenso. Mientras no el escritor de letras, Howerdel explicó que, a él, la canción era sobre la condición humana del poder que corrompe las personas en control del mundo.
Musicalmente, la canción ha sido descrita como "surging, barriendo riff-rocker que complexiones a una conclusión furiosa". La canción alterna entre dinámica blanda y fuerte, los inicios de canción con un tambor prominente baten y guitarrista Billy Howerdel  swirling notas de guitarra, antes de construir a un sonido de hard rock con distorsionó el canto enojado de las guitarras y El Keenan. La canción entonces diales atrás a los segmentos que consisten sólo de Keenan  blando-hablado, melódico vocals encima partes/de xilófono del piano, dirigiendo a un sonido descrito como "una banda es apechugar con lo que una orquesta podría cumplir si desnudado a su bare huesos, encontrando tan magníficos aun así."

## Recepción
La canción era generalmente bien recibido por críticos. Kerrang! Nombrado lo su canción superior de la semana a liberación, alabando él para tomar  el estilo de "Counting Bodies Like Sheep to the Rhythm of the War Drums" y dándolo las letras mordaces pertinentes al paisaje político polarizado de 2017. Loudwire Describió la canción como "increíble" y "magnífico", alabando calidades progresivas y atmosféricas de la pista. Glide la revista alabó la canción para ser "adición impresionante a Un catálogo de A Perfect Circle " y "un ejemplo fantástico de cómo la música y el arte tendrían que reaccionar a los horrores de vida contemporánea. Metal Sucks alabado la canción para ser "unsurprisingly,  es bien... hay separa que sonido casi como viking metal, el cual es bastante rad. Yo  kinda pierde Josh Freese  tambores, el cual era menos aggro y más eloquent que Jeff Friedl es, pero no es un rompiente de trato o cualquier cosa. En general,  puedo no realmente imaginar cualquier APC el seguidor que siente dejado abajo por este." La canción estuvo nombrada el quinto Hard rock mejor  canción de 2017 por Loudwire.

## Video musical
El 16 de noviembre de 2017, un video musical, dirigido por Jeremy Danger y Travis Shinn, fue lanzado para la canción. El video muestra a los cinco miembros de la banda, en blanco y negro, con aspecto pensativo y sombrío, con poco movimiento, aparte de mirar lentamente hacia la cámara o alejarse de ella, con fondos blancos y negros alternativos.

## Personal
Banda
- Maynard James Keenan – voz principal
- Billy Howerdel – guitarra principal, voz secundario
- James Iha – guitarra rítmica, teclado
- Matt McJunkins – bajo
- Jeff Friedl – batería

Producción
- Dave Sardy

## Posicionamiento en lista
| Lista (2017)                        | Posiciones |
| ----------------------------------- | ---------- |
| EE. UU. Mainstream Rock (Billboard) | 16         |
| EE.UU. Hot Rock Songs (Billboard)   | 19         |